# Jin Ha (attore)
Jin Ha (진 하?; Seul, 19 giugno 1994) è un attore sudcoreano naturalizzato statunitense.

## Biografia
Jin Ha è nato e cresciuto a Seul prima di trasferirsi negli Stati Uniti con la famiglia all'età di otto anni. Dopo aver conseguito la laurea in lingue e culture orientali presso l'Università Columbia, ha studiato recitazione all'Università di New York.
Ha esordito sulle scene nel 2016 in un allestimento di Troilo e Cressida a Central Park, prima di unirsi alla prima produzione del musical Hamilton a Chicago, in cui era il sostituto per una serie di ruoli minori. Nel 2017 ha esordito a Broadway come protagonista del dramma Premio Pulitzer M. Butterfly accanto a Clive Owen, mentre l'anno successivo ha recitato in un adattamento televisivo di Jesus Christ Superstar accanto a John Legend e Sara Bareilles. Nel 2020 ha interpretato i ruoli ricorrenti di Jamie in Devs e Augie in Love Life, mentre l'anno successivo è tornato a Broadway per interpretare il protagonista Aaron Burr in Hamilton. Nel 2022 ha interpretato il ruolo principale di Solomon Beak in Pachinko, che gli è valso il Peabody Award, mentre nel 2023 ha recitato nella prima assoluta di Here We Are, l'ultimo musical di Stephen Sondheim.

## Filmografia

### Cinema
- Hot Air, regia di Frank Coraci (2019)
- Civil War, regia di Alex Garland (2024)

### Televisione
- Jesus Christ Superstar Live in Concert, regia di David Leveaux e Alex Rudzinski – film TV (2018)
- Devs – serie TV, 8 episodi (2020)
- Love Life – serie TV, 4 episodi (2020)
- Pachinko - La moglie coreana (Pachinko) – serie TV, 15 episodi (2022-2024)
- Only Murders in the Building – serie TV, 5 episodi (2024)

## Teatro
- Troilo e Cressida di William Shakespeare, regia di Daniel J. Sullivan. Delacorte Theater dell'Off-Broadway (2016)
- Hamilton, libretto e colonna sonora di Lin-Manuel Miranda, regia di Thomas Kail. CIBC Theatre di Chicago (2016)
- M. Butterfly di David Henry Hwang, regia di Julie Taymor. Cort Theatre di Broadway (2017)
- Road Show, libretto di John Weidman, colonna sonora di Stephen Sondheim, regia di Will Davis. New York City Center dell'Off-Broadway (2019)
- Hamilton, libretto e colonna sonora di Lin-Manuel Miranda, regia di Thomas Kail. Richard Rodgers Theatre di Broadway (2022)
- Here We Are, libretto di David Ives, colonna sonora di Stephen Sondheim, regia di Joe Mantello. The Shed dell'Off-Broadway (2023)

## Doppiatori italiani
- Raffaele Carpentieri in Love Life
- Mattia Billi in Only Murders in the Building